# Henri Laborit

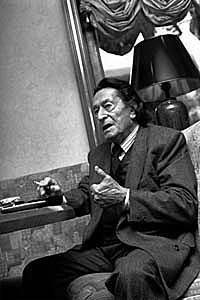
Henri Laborit (1991).

Henri Marie Laborit (* 21. November 1914 in Hanoi (Vietnam); † 18. Mai 1995 in Paris) war ein französischer Militärarzt, Neurologe und Chirurg.

## Leben
Laborit war Forscher am Marinestützpunkt Toulon (Südfrankreich) und später Professor an der Universität von Québec. Er forschte vor allem über das vegetative Nervensystem, die Anästhesie und führte Experimente mit Beruhigungsmitteln durch.
Bekannt wurde er als einer der Entdecker des ersten bekannten Psychopharmakons Chlorpromazin. Durch einen „lytischen Cocktail“ versuchte Laborit den bei großen Operationen auftretenden Stresszustand zu mildern. 1949 enthielt diese Mischung Procain, Curare, TEA, Atropin und Promethazin. Da Laborit besonders die Bedeutung der Antihistamin-Wirkung auffiel, empfahl er in dieser Richtung weiter zu forschen. Im Dezember 1950 wurde das Chlorpromazin synthetisiert und Laborit empfahl 1951 eine lytische Mischung aus Chlorpromazin, Promethazin und Pethidin. Im Februar 1952 veröffentlichte Laborit den ersten Bericht, der Chlorpromazin zum Hauptthema hatte. Da Laborit sich jedoch hauptsächlich mit dem Einsatz von Chlorpromazin bei psychisch gesunden Menschen in der Chirurgie beschäftigte, ist seine Bedeutung für die Behandlung von Psychosen umstritten.
Laborit wurde 1957 für den Nobelpreis nominiert, den er jedoch nicht erhielt. Dafür bekam er den Albert Lasker Award for Clinical Medical Research (auch als „Amerikanischer Nobelpreis“ bezeichnet).
Laborit entdeckte ebenfalls den Neurotransmitter Gamma-Aminobuttersäure.
Um seine Thesen geht es auch in dem Film Mein Onkel aus Amerika (original: Mon oncle d'Amérique) von Alain Resnais aus dem Jahre 1980. Laborit spielt hier sich selbst und war am Drehbuch beteiligt.

## Veröffentlichungen (Auswahl)
- L’anesthésie facilitée par les synergies medicamenteuses. Massen & Cie., Paris 1951.
- Sodium 4-hydroxybutyrate. In: International Journal of Neuropharmacology. Band 3, Nr. 4, 1964, S. 433–452.
- Éloge de la fuite. 1976.